# Orthonyx novaeguineae
Orthonyx novaeguineae е вид птица от семейство Orthonychidae.

## Разпространение
Видът е разпространен в Индонезия и Папуа Нова Гвинея.